# Lijst van personen overleden in november 2023
Dit is een lijst van bekende personen die zijn overleden in november 2023.

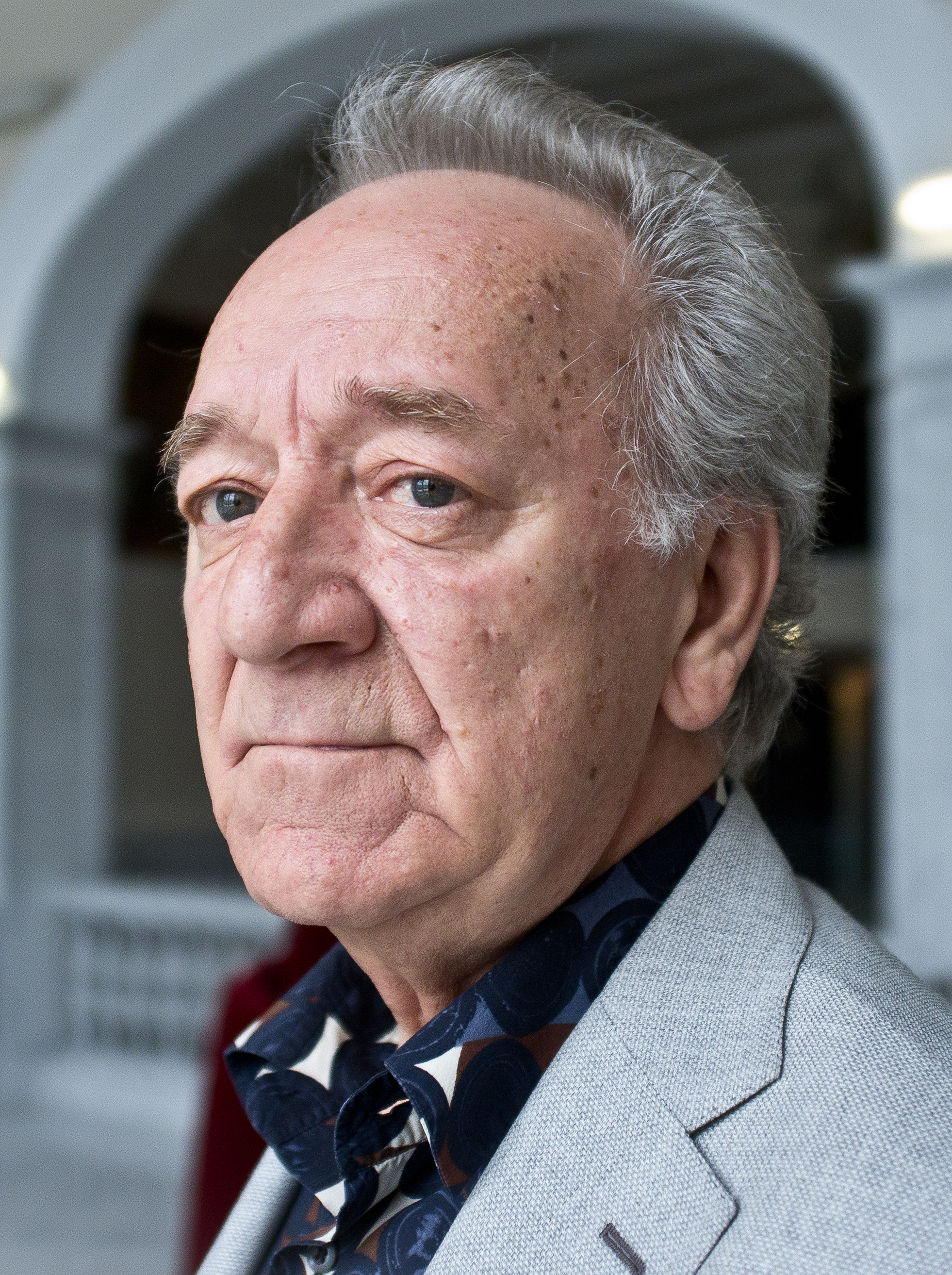
Joeri Temirkanov
2 november

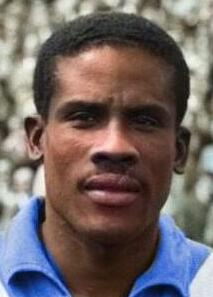
Michel Kruin
3 november

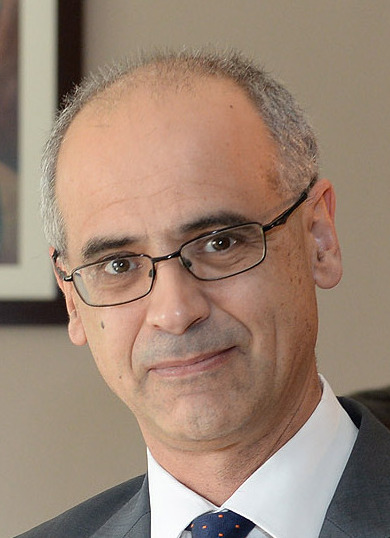
Antoni Martí
6 november

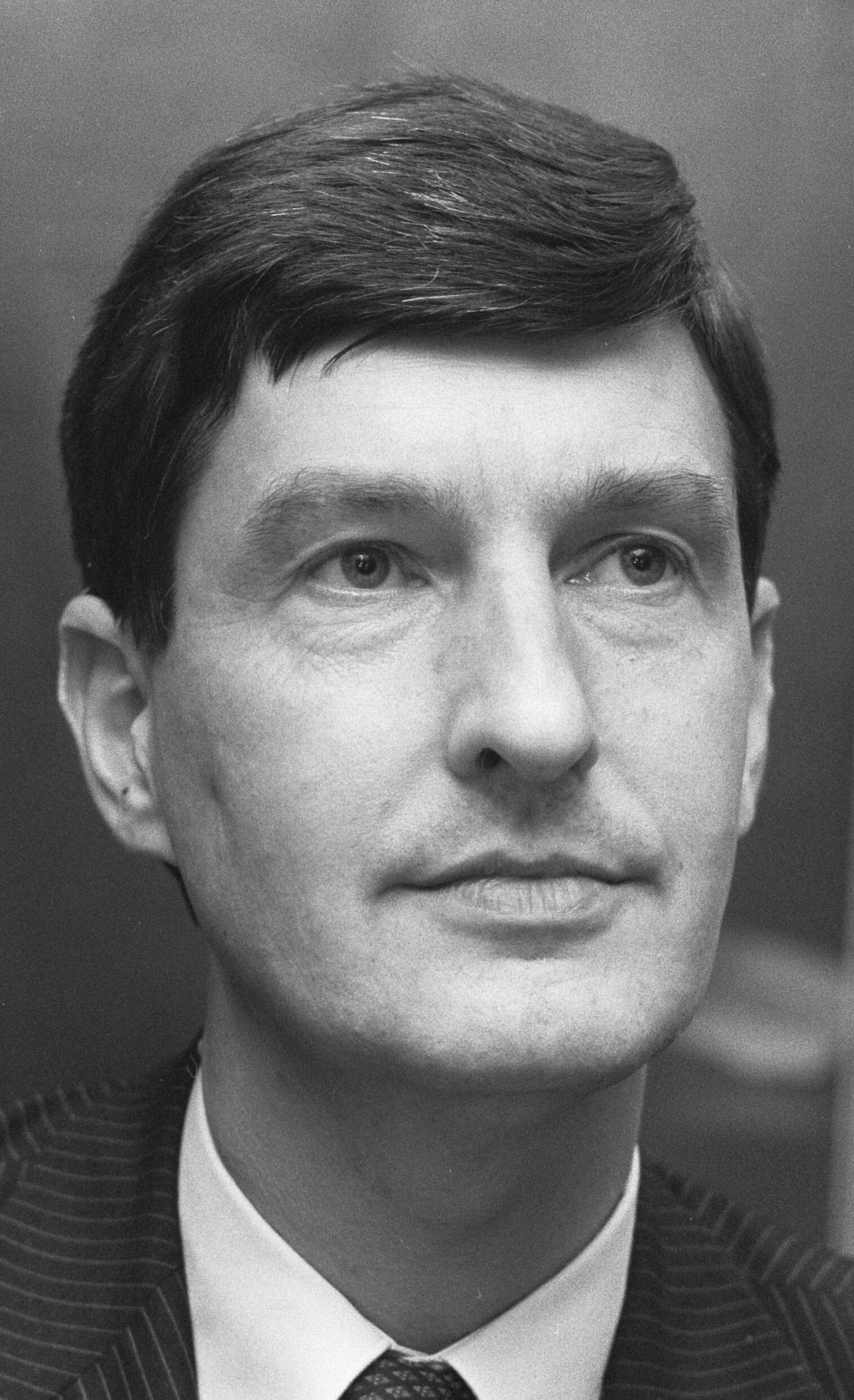
Berend-Jan van Voorst tot Voorst
6 november

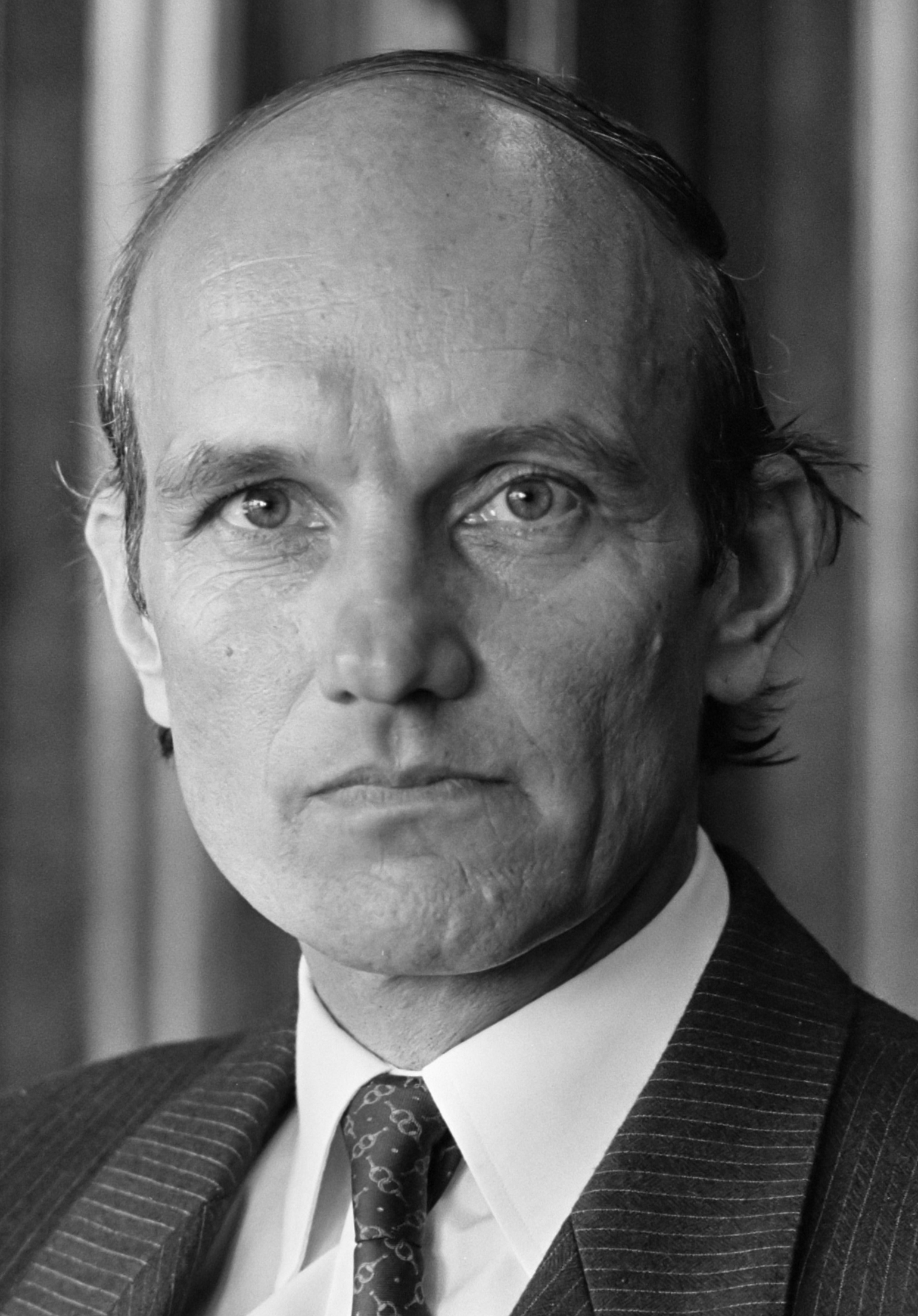
Frank Houben
8 november

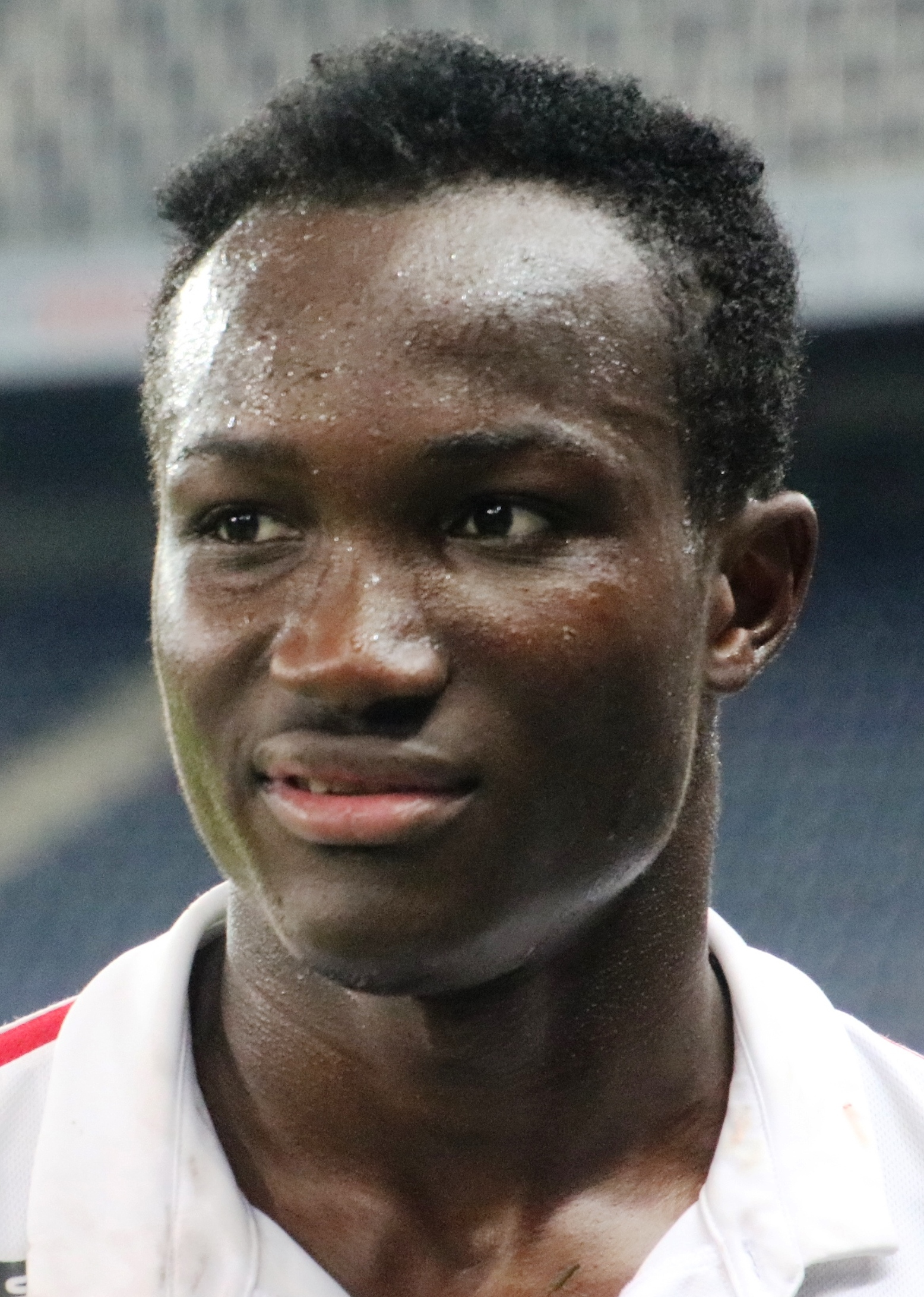
Raphael Dwamena
11 november

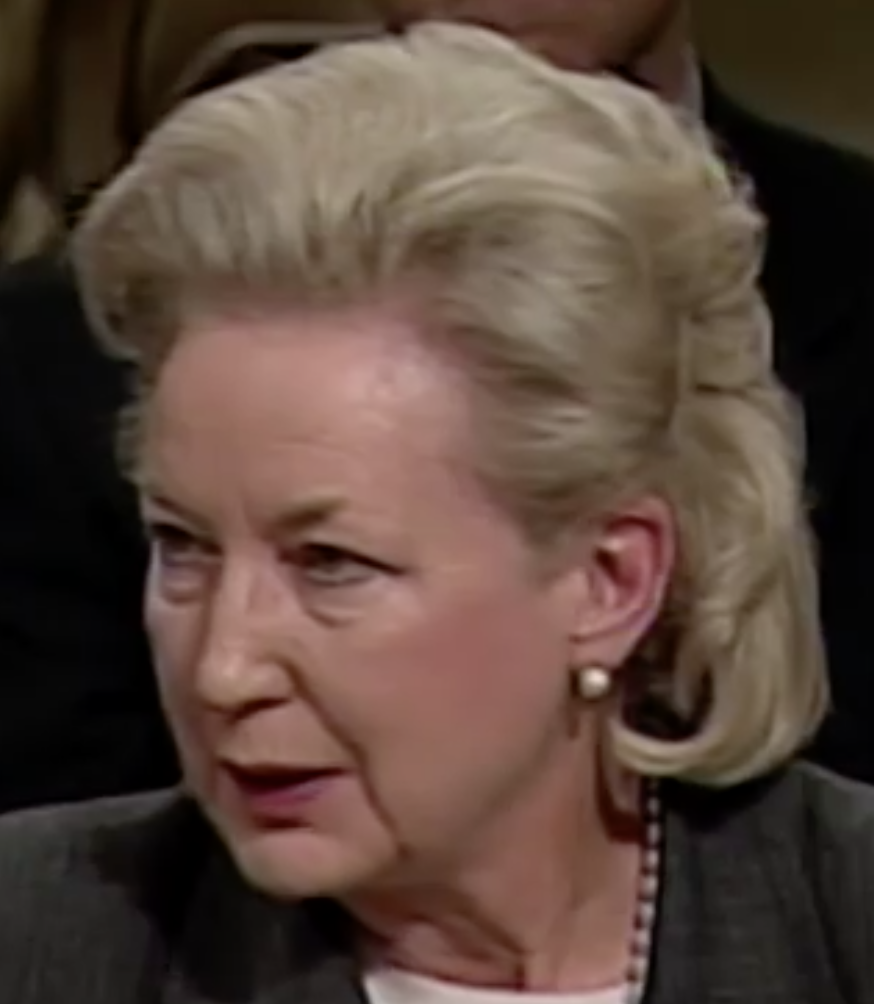
Maryanne Trump Barry
13 november

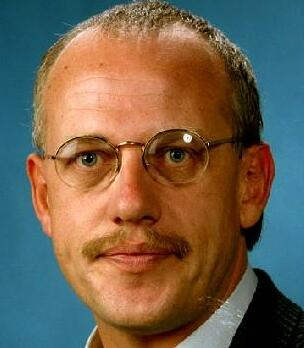
Karel van de Graaf
14 november

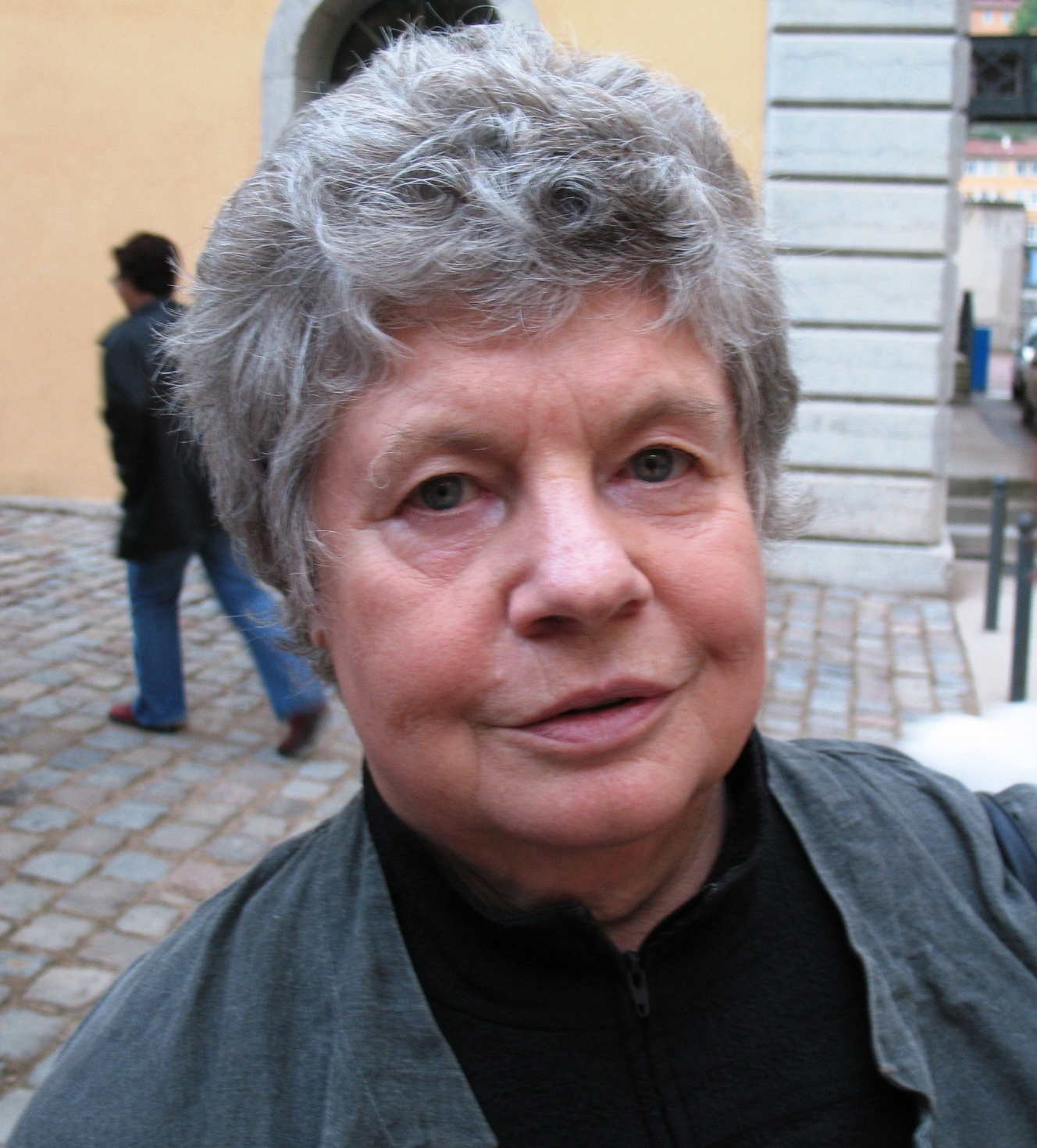
A.S. Byatt
16 november

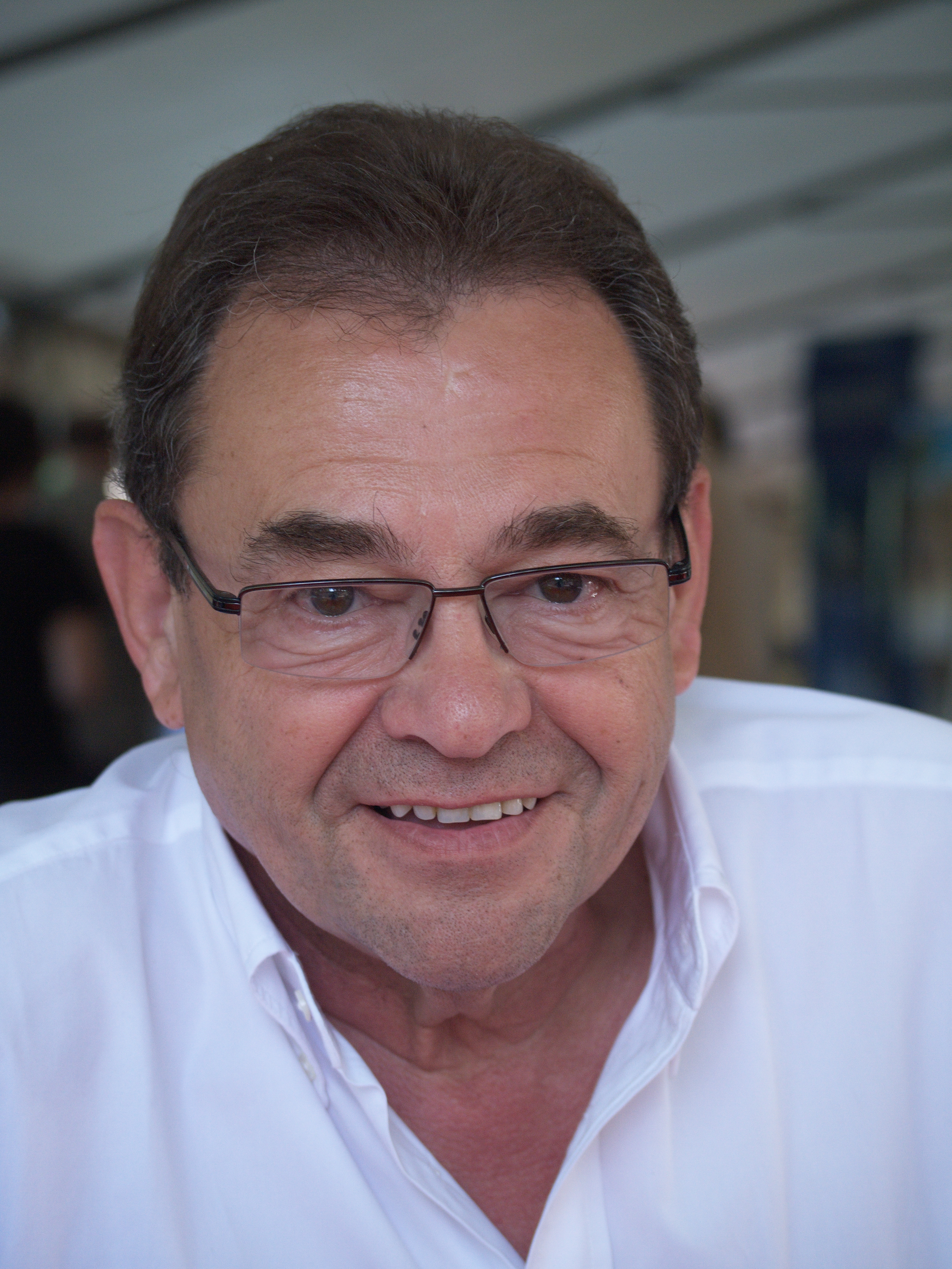
Bob de Groot
17 november

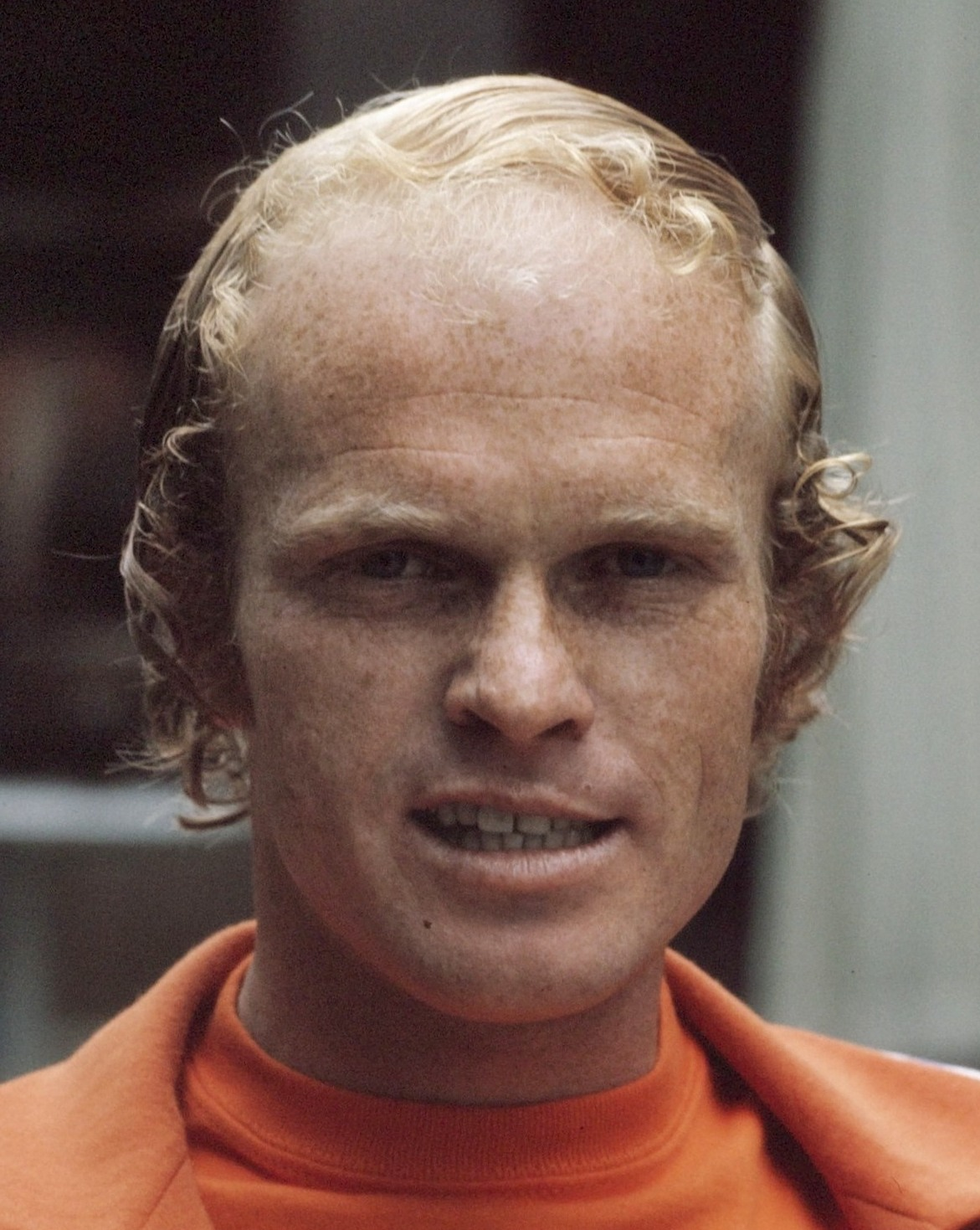
Ruud Geels
18 november

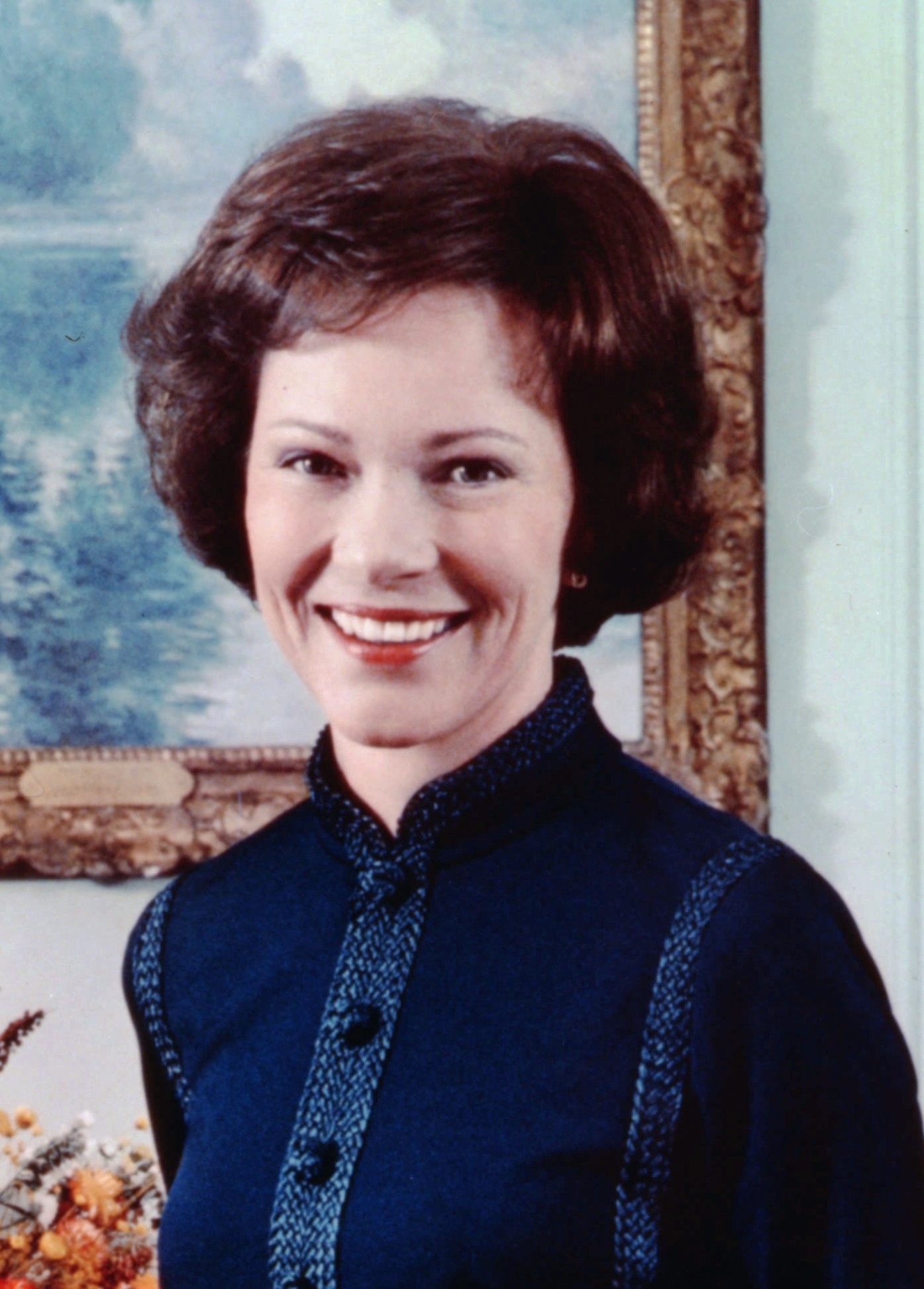
Rosalynn Carter
19 november

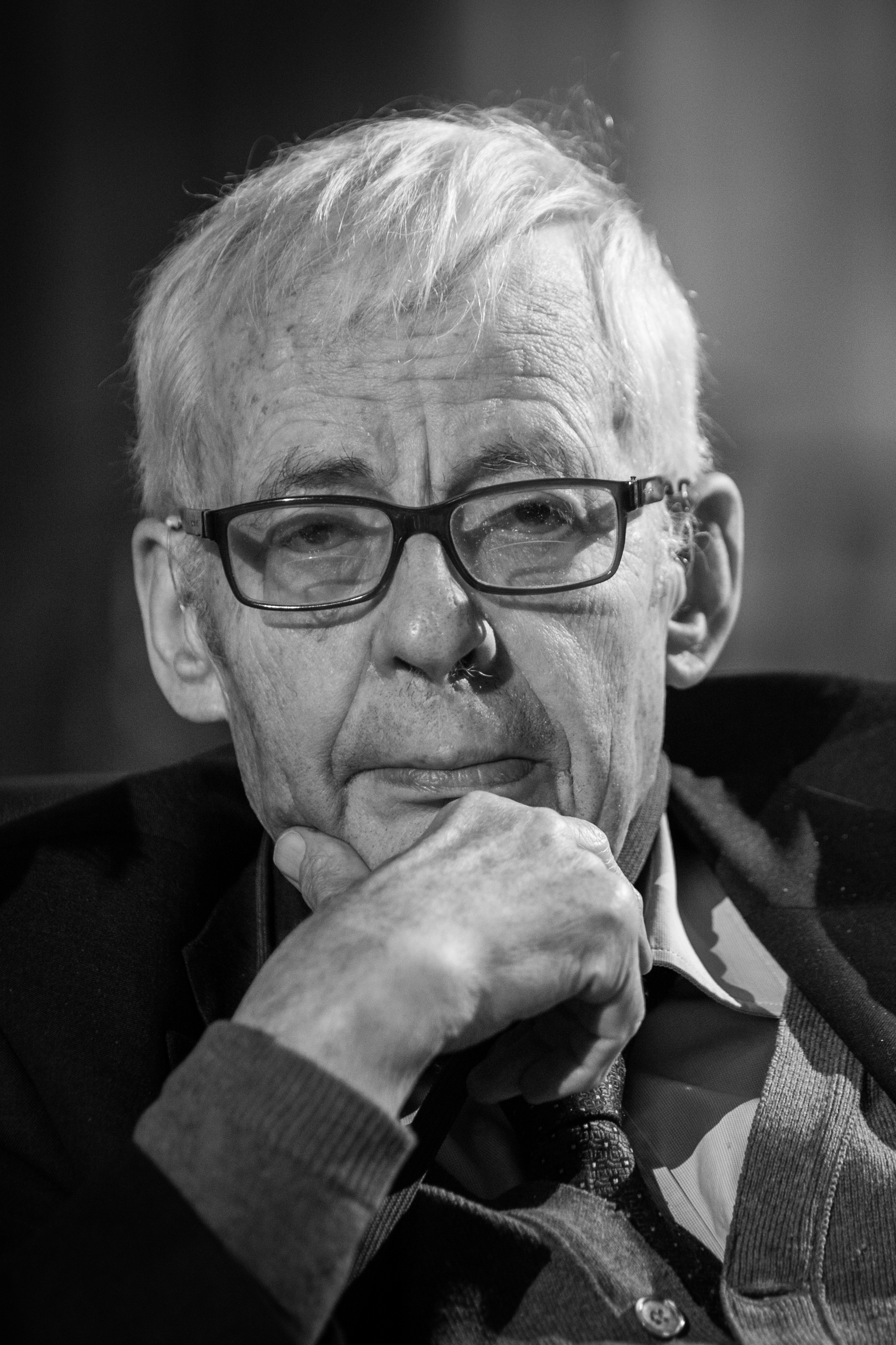
Emmanuel Le Roy Ladurie
22 november

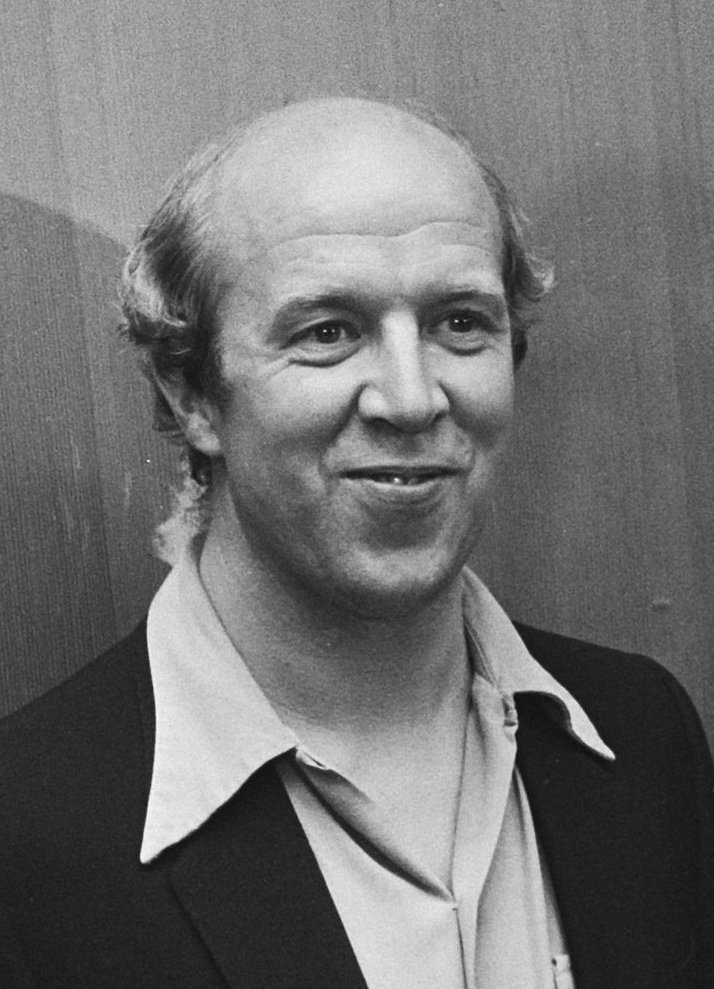
Helmert Woudenberg
23 november

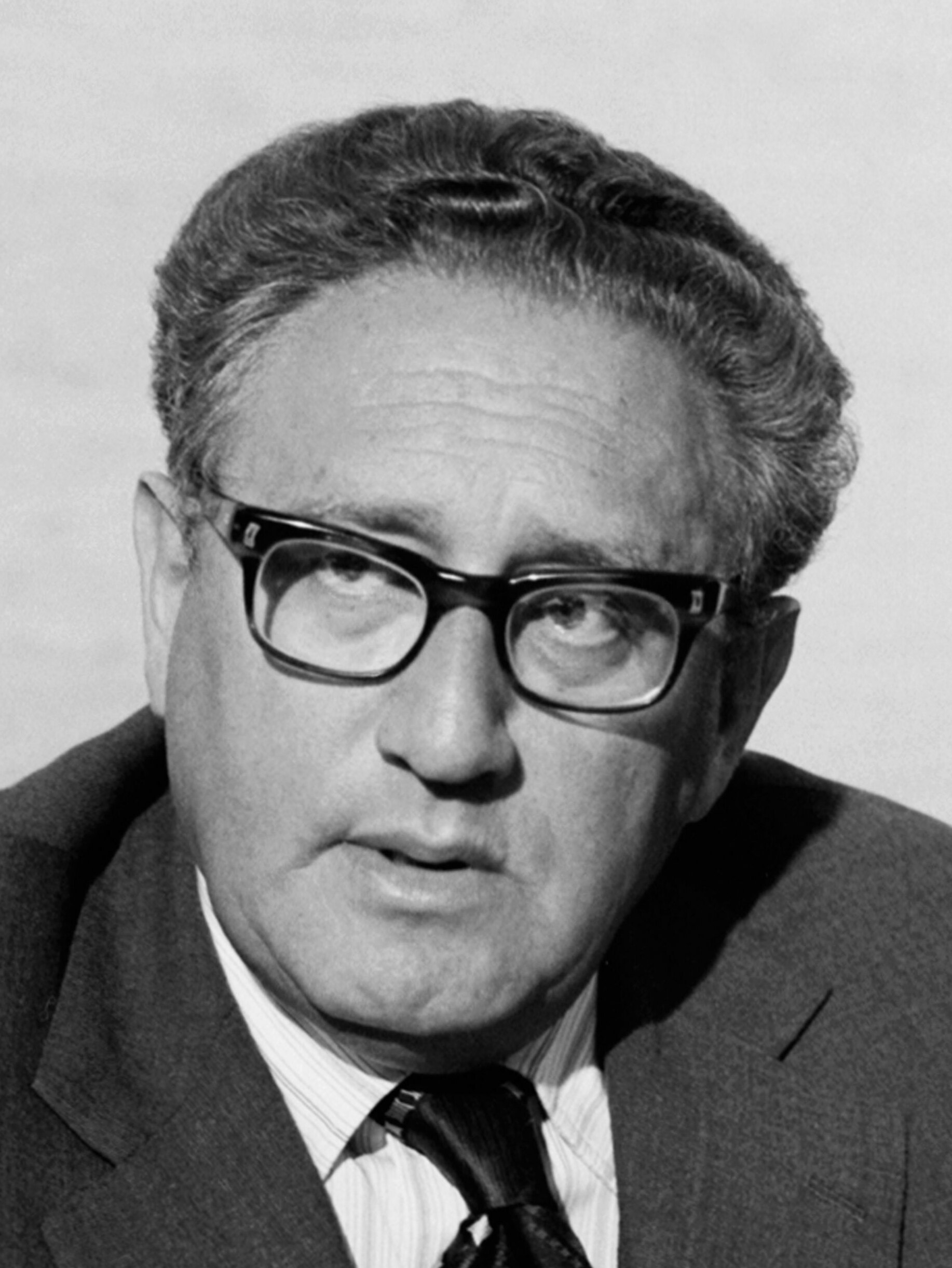
Henry Kissinger
29 november

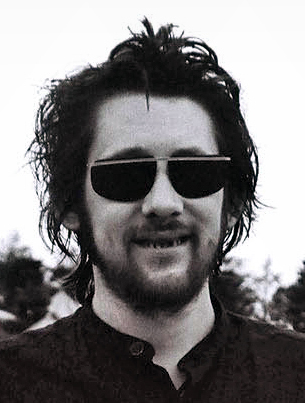
Shane MacGowan
30 november

| 1 | 2 | 3 | 4 | 5 | 6 | 7 | 8 | 9 | 10 | 11 | 12 | 13 | 14 | 15 | 16 | 17 | 18 | 19 | 20 | 21 | 22 | 23 | 24 | 25 | 26 | 27 | 28 | 29 | 30 |
| - | - | - | - | - | - | - | - | - | -- | -- | -- | -- | -- | -- | -- | -- | -- | -- | -- | -- | -- | -- | -- | -- | -- | -- | -- | -- | -- |

### 1 november
- Claudy Michely (64), Luxemburgs veldrijder[1]
- Eddy Monsels (75), Surinaams sprinter[2]

### 2 november
- Walter Davis (69), Amerikaans basketballer[3]
- Jutta Müller (94), Duits kunstschaatsster[4]
- Ben Ramakers (69), Nederlands acteur[5]
- Joeri Temirkanov (84), Russisch dirigent[6]
- Wei Wei (101), Chinees actrice[7]

### 3 november
- Robert Butler (95), Amerikaans televisie- en filmregisseur[8]
- Michel Kruin (90), Surinaams voetballer[9]
- Godfried van der Lugt (83), Nederlands bankier[10]

### 4 november
- Hans Melchers (85), Nederlands zakenman en kunstverzamelaar[11]

### 5 november
- Imre Bíró (65), Roemeens voetballer[12]
- Enrique Dussel (88), Mexicaans-Argentijns filosoof[13]
- Evan Ellingson (35), Amerikaans acteur[14]
- Susi Eppenberger (92), Zwitsers politica[15]
- Donald Hunsberger (91), Amerikaans componist, muziekpedagoog en dirigent[16]
- Pat E. Johnson (84), Amerikaans vechtsportbeoefenaar, -choreograaf en acteur[17]
- Cēzars Ozers (86), Sovjet-Lets basketballer[18]

### 6 november
- Thomas Fink (88), Duits pianist[19]
- Roel Luijnenburg (78), Nederlands roeier[20]
- Antoni Martí (60), Andorrees politicus[21]
- Roger Verplaetse (92), Belgisch wielrenner[22]
- Berend-Jan van Voorst tot Voorst (79), Nederlands politicus en bestuurder[23]
- Bruno Zanoni (71), Italiaans wielrenner[24]

### 7 november
- Frank Borman (95), Amerikaans astronaut[25]
- Albert Pos (54), Nederlands motorcoureur[26]
- Federico Sacchi (87), Argentijns voetballer[27]
- Diamantis Mavrodoglou (99), Grieks communist[28]

### 8 november
- Frank Houben (84), Nederlands politicus en bestuurder[29]
- Dale Reid (64), Brits golfster[30]
- Georges Salmon (90), Belgisch atleet[31]
- Jean-Pierre Verheggen (81), Belgisch schrijver en dichter[32]

### 9 november
- François Bacqué (87), Frans bisschop[33]
- Fred van Dorp (85), Nederlands waterpolospeler[34]
- Jørgen Reenberg (96), Deens acteur[35]
- John Sayre (87), Amerikaans roeier[36]

### 10 november
- Hiroyuki Hosoda (79), Japans politicus[37]
- Davide Renne (46), Italiaans modeontwerper[38]
- Johnny Ruffo (35), Australisch acteur[39]
- Luc Van Gastel (97), Belgisch journalist[40]

### 11 november
- Raphael Dwamena (28), Ghanees voetballer[41]
- Luis Carlos Gil (72), Spaans zanger[42]
- Dimitrie Popescu (62), Roemeens roeier[43]
- Karel Schwarzenberg (85), Tsjechisch politicus en diplomaat[44]

### 12 november
- Joan Jara (92), Brits-Chileens danseres en activiste[45]
- Helena Pilejczyk (92), Pools langebaanschaatsster[46]
- Maria Scharwieß (80), Duits kerkmusicus, componiste en cantor[47]
- Kraft Schepke (89), Duits roeier[48]
- Kevin Turen (44), Amerikaans televisieproducer[49]
- Don Walsh (92), Amerikaans oceanograaf[50]

### 13 november
- Maryanne Trump Barry (86), Amerikaans advocaat en rechter[51]
- Michael Bishop (78), Amerikaans sciencefictionschrijver[52]
- Tengiz Kitovani (85), Georgisch politicus en militair[53]

### 14 november
- Jan Giesbers (91), Nederlands hoogleraar pedagogiek en algemene didactiek en rector magnificus van de Katholieke Universiteit Nijmegen[54]
- Karel van de Graaf (72), Nederlands journalist en presentator[55]
- Arthur Parkin (71), Nieuw-Zeelands hockeyer[56]

### 15 november
- Wim Cattel (82), Nederlands burgemeester[57]
- Daisaku Ikeda (95), Japans filosoof, auteur en activist[58]
- Roger Kastel (91), Amerikaans filmposterkunstenaar[59]

### 16 november
- Janet Ossebaard (56), Nederlands documentairemaker, fotografe en auteur[60]
- A.S. Byatt (87), Brits schrijfster[61]
- Rob Kerkhoven (86), Nederlands zwemcoach en verslaggever[62]
- Peter Solley (75), Brits toetsenist en producent[63]

### 17 november
- Seóirse Bodley (90), Iers componist, muziekpedagoog en dirigent[64]
- George Funky Brown (74), Amerikaans drummer[65]
- Charlie Dominici (72), Amerikaans zanger[66]
- Bob de Groot (82), Belgisch striptekenaar en -scenarist[67]
- Agustín Ibarrola (93), Spaans schilder en beeldhouwer[68]
- Ellen Jens (83), Nederlands televisieproducer en -regisseuse[69]
- Henning Munk Jensen (76), Deens voetballer[70][71]
- Michel Olyff	(96), Belgisch grafisch ontwerper[72]
- John C.G. Röhl (85), Brits historicus[73]
- Samantha (Christiane Bervoets) (75), Belgisch zangeres[74]
- Suzanne Shepherd (89), Amerikaans actrice en theaterregisseuse[75]
- Henri Stambouli (62), Frans voetballer en voetbaltrainer[76]
- Grzegorz Stellak (72), Pools roeier[77]

### 18 november
- David Del Tredici (86), Amerikaans componist, muziekpedagoog en pianist[78]
- Ruud Geels (75), Nederlands voetballer[79]
- Fredrik Ohlsson (92), Zweeds acteur[80]

### 19 november
- Joss Ackland (95), Brits acteur[81]
- Rosalynn Carter (96), Amerikaans first lady[82]
- Ninie Doniah (Virginie Bezara) (56), Malagassisch zangeres en componiste[83]
- Wim van der Leegte (76), Nederlands ondernemer en bestuurder[84]
- Larry McKenna (86), Amerikaans jazzmuzikant[85]
- Vincentius Sensi Potokota (72), Indonesisch aartsbisschop[86]
- Sara Tavares (45), Portugees zangeres[87]

### 20 november
- Annabel Giles (64), Brits televisie- en radiopresentatrice[88]
- Anna Kanakis (61), Italiaans actrice en model[89]
- Rob Krier (85), Luxemburgs beeldhouwer, architect en stedenbouwkundige[90]
- Bernd Schneider (72), Nederlands uitvinder en wijnhandelaar[91]
- Aman Toelejev (79), Russisch politicus[92]
- Jan Westdorp (89), Nederlands wielrenner[93]

### 21 november
- Lothar Buchmann (87), Duits voetballer en voetbaltrainer[94]
- Anne Michel (64), Belgisch atlete[95]
- Herman Romer (92), Nederlands schrijver[96]
- Anneke Wiltink (62), Nederlands kinderboekenschrijfster[97]

### 22 november
- Jean Knight (80), Amerikaans r&b- en soulzangeres[98]
- Emmanuel Le Roy Ladurie (94), Frans historicus en schrijver[99]
- Rutger Stuffken (76), Nederlands roeier[100]
- Herbert Weiz (99), Duits politicus[101]

### 23 november
- Rona Hartner (50), Roemeens zangeres, actrice en componist[102]
- Harald Hasselbach (56), Nederlands American-footballspeler[103]
- Francisco Luna Kan (97), Mexicaans politicus[104]
- Rubens Minelli (94), Braziliaans voetballer en voetbalcoach[105]
- Tine Ruysschaert (91), Belgisch actrice en voordrachtskunstenares[106]
- Helmert Woudenberg (78), Nederlands acteur[107]

### 24 november
- Broertje (Jonathan Nepomuceno) (31), Nederlands rapper[108]
- Bruno Fagnoul (87), Belgisch politicus[109][110]
- Linda Hagendoorn 59), Nederlands judoka[111]
- Heidelinde Weis (83),  Oostenrijks actrice[112]

### 25 november
- Jaap Advocaat (82), Nederlands voetballer[113]
- Julio Anderson (74), Chileens basgitarist[114]
- Gérard Collomb (76), Frans politicus[115]
- Jorge Martín Montenegro (40), Argentijns-Spaans wielrenner[116]
- Chris Stone (64), Australisch  ondernemer[117]
- Terry Venables (80), Engels voetballer en voetbaltrainer[118]

### 26 november
- Geordie Walker (64), Brits rockmuzikant[119]

### 27 november
- Elise Boot (91), Nederlands politica en jurist[120]
- Henk Buck (93), Nederlands chemicus en hoogleraar[121]
- Mary Cleave (76), Amerikaans ruimtevaarder[122]
- Pim Jungerius (90), Nederlands fysisch geograaf[123]
- Kurt Salterberg (100), Duits militair[124]
- Frances Sternhagen (93), Amerikaans actrice[125]

### 28 november
- Jack Axelrod (93), Amerikaans acteur[126]
- Charlie Munger (99), Amerikaans belegger en jurist[127]
- Cecil Sandford (95), Brits motorcoureur[128]

### 29 november
- Elliott Erwitt (95), Frans-Amerikaans fotograaf[129]
- Henry Kissinger (100), Duits-Amerikaans politicoloog, diplomaat, politicus en Nobelprijswinnaar[130]

### 30 november
- Joan Botam i Casals (97), Spaans kapucijn, theoloog en catalanist[131]
- Alistair Darling (70), Brits politicus[132]
- Sante Gaiardoni (84), Italiaans wielrenner[133]
- Shane MacGowan (65), Iers zanger en muzikant[134]
- William P. Murphy jr. (100), Amerikaans medicus en uitvinder[135][136]
- Vassilis Vassilikós (90), Grieks schrijver en diplomaat[137]

### Datum onbekend
- Buddy Duress (37), Amerikaans acteur[138]
- Pete Garner (61), Brits bassist[139]
- Freek Muhlenbruch (77), Nederlands voetballer[140]
- Ari Tissari (71), Fins voetballer[141]

januari ·
februari ·
maart ·
april ·
mei ·
juni ·
juli ·
augustus ·
september ·
oktober ·
november ·
december
1900 ·
1901 ·
1902 ·
1903 ·
1904 ·
1905 ·
1906 ·
1907 ·
1908 ·
1909 ·
1910 ·
1911 ·
1912 ·
1913 ·
1914 ·
1915 ·
1916 ·
1917 ·
1918 ·
1919 ·
1920 ·
1921 ·
1922 ·
1923 ·
1924 ·
1925 ·
1926 ·
1927 ·
1928 ·
1929 ·
1930 ·
1931 ·
1932 ·
1933 ·
1934 ·
1935 ·
1936 ·
1937 ·
1938 ·
1939 ·
1940 ·
1941 ·
1942 ·
1943 ·
1944 ·
1945 ·
1946 ·
1947 ·
1948 ·
1949 ·
1950 ·
1951 ·
1952 ·
1953 ·
1954 ·
1955 ·
1956 ·
1957 ·
1958 ·
1959 ·
1960 ·
1961 ·
1962 ·
1963 ·
1964 ·
1965 ·
1966 ·
1967 ·
1968 ·
1969 ·
1970 ·
1971 ·
1972 ·
1973 ·
1974 ·
1975 ·
1976 ·
1977 ·
1978 ·
1979 ·
1980 ·
1981 ·
1982 ·
1983 ·
1984 ·
1985 ·
1986 ·
1987 ·
1988 ·
1989 ·
1990 ·
1991 ·
1992 ·
1993 ·
1994 ·
1995 ·
1996 ·
1997 ·
1998 ·
1999 ·
2000 ·
2001 ·
2002 ·
2003 ·
2004 ·
2005 ·
2006 ·
2007 ·
2008 ·
2009 ·
2010 ·
2011 ·
2012 ·
2013 ·
2014 ·
2015 ·
2016 ·
2017 ·
2018 ·
2019 ·
2020 ·
2021 ·
2022 ·
2023 ·
2024 ·
2025